# Maria Kondratjeva
| Posities op de WTA-ranglijst Positie per einde seizoen: \| jaar \| rang enkelspel \| rang dubbelspel \| \| ---- \| -------------- \| --------------- \| \| 1999 \| 756 \| 750 \| \| 2000 \| 738 \| 750 \| \| 2001 \| 300 \| 339 \| \| 2002 \| 280 \| 158 \| \| 2003 \| 357 \| 178 \| \| 2004 \| 238 \| 254 \| \| 2005 \| 275 \| 269 \| \| 2006 \| 293 \| 202 \| \| 2007 \| 277 \| 232 \| \| 2008 \| 246 \| 130 \| \| 2009 \| 504 \| 69 \| \| 2010 \| 889 \| 54 \| \| 2011 \| 1139 \| 81 \| \| 2012 \| – \| 184 \| \| 2013 \| – \| 485 \| |                |                 |
| jaar | rang enkelspel | rang dubbelspel |
| 1999 | 756            | 750             |
| 2000 | 738            | 750             |
| 2001 | 300            | 339             |
| 2002 | 280            | 158             |
| 2003 | 357            | 178             |
| 2004 | 238            | 254             |
| 2005 | 275            | 269             |
| 2006 | 293            | 202             |
| 2007 | 277            | 232             |
| 2008 | 246            | 130             |
| 2009 | 504            | 69              |
| 2010 | 889            | 54              |
| 2011 | 1139           | 81              |
| 2012 | –              | 184             |
| 2013 | –              | 485             |

Maria Aleksandrovna Kondratjeva (Russisch: Мария Александровна Кондратьева) (Moskou, 17 januari 1982) is een voormalig  tennisspeelster uit Rusland. Zij begon op zevenjarige leeftijd met tennis. Haar favoriete ondergrond is gravel. Zij speelt rechtshandig en heeft een tweehandige backhand. Zij was actief in het proftennis van 1999 tot en met 2013.

## Loopbaan

### Enkelspel
Kondratjeva debuteerde in 1998 op het ITF-toernooi van Charkov (Oekraïne). Zij stond in 2001 voor het eerst in een finale, op het ITF-toernooi van Velp (Nederland) – zij verloor van de Russin Ilona Vichnevskaya. Een maand later veroverde Kondratjeva haar eerste titel, op het ITF-toernooi van Le Touquet (Frankrijk), door de Française Aurore Desert te verslaan. In totaal won zij vier ITF-titels, de laatste in 2004 in Tbilisi (Georgië).
In 2002 kwalificeerde Kondratjeva zich voor het eerst voor een WTA-hoofdtoernooi, op het toernooi van Casablanca. Zij bereikte nooit een WTA-enkelspelfinale. Haar beste resultaat op het WTA-circuit is het bereiken van de tweede ronde op het toernooi van Barcelona in 2008.
Haar hoogste notering op de WTA-ranglijst is de 210e plaats, die zij bereikte in juni 2008.

### Dubbelspel
Kondratjeva behaalde in het dubbelspel betere resultaten dan in het enkelspel. Zij debuteerde in 1998 op het ITF-toernooi van Batoemi (Georgië), samen met landgenote Goelnara Fattachetdinova. Zij stond in 2001 voor het eerst in een finale, op het ITF-toernooi van Istanbul (Turkije), samen met landgenote Svetlana Mossiakova – zij verloren van het duo Duygu Aksit en Alena Yaryshka. Later dat jaar veroverde Kondratjeva haar eerste titel, op het ITF-toernooi van Istanbul (Turkije), samen met landgenote Svetlana Mossiakova, door het Griekse duo Maria Pavlidou en Evagelia Roussi te verslaan. In totaal won zij twintig ITF-titels, de laatste in 2013 in Grenoble (Frankrijk).
In 2002 speelde Kondratjeva voor het eerst op een WTA-hoofdtoernooi, op het toernooi van Casablanca, samen met landgenote Goelnara Fattachetdinova. Zij stond in 2009 voor het eerst in een WTA-finale, op het toernooi van haar geboortestad Moskou, samen met de Tsjechische Klára Zakopalová – zij verloren van het Russische koppel Maria Kirilenko en Nadja Petrova. In 2010 veroverde Kondratjeva haar enige WTA-titel, op het toernooi van Portorož, samen met de Tsjechische Vladimíra Uhlířová, door het koppel Anna Tsjakvetadze en Marina Erakovic te verslaan.
Haar beste resultaat op de grandslamtoernooien is het bereiken van de tweede ronde. Haar hoogste notering op de WTA-ranglijst is de 48e plaats, die zij bereikte in oktober 2010.

### Verdere loopbaan
Na het staken van haar actieve beroepscarrière (medio 2013) stichtte zij, samen met Française Sophie Lefèvre, de KL Tennis Academy in West Palm Beach (Florida, VS).

## Palmares
| Legenda                 |
| ----------------------- |
| Grandslamtoernooi       |
| Olympische Spelen       |
| Year-End Championships  |
| Premier Mandatory       |
| Premier Five / WTA 1000 |
| Premier / WTA 500       |
| International / WTA 250 |
| Challenger / WTA 125    |

### WTA-finaleplaatsen enkelspel
geen

### WTA-finaleplaatsen dubbelspel
| nr.              | finale     | toernooi     | ondergrond    | partner            | tegenstandsters                   | score            |         |
| ---------------- | ---------- | ------------ | ------------- | ------------------ | --------------------------------- | ---------------- | ------- |
| gewonnen finales |            |              |               |                    |                                   |                  |         |
| 1.               | 2010-07-24 | WTA Portorož | hardcourt     | Vladimíra Uhlířová | Anna Tsjakvetadze Marina Erakovic | 6-4, 2-6, [10-7] | details |
| verloren finales |            |              |               |                    |                                   |                  |         |
| 1.               | 2009-10-25 | WTA Moskou   | hardcourt (i) | Klára Zakopalová   | Maria Kirilenko Nadja Petrova     | 2-6, 2-6         | details |
| 2.               | 2010-04-11 | WTA Marbella | gravel        | Jaroslava Sjvedova | Sara Errani Roberta Vinci         | 4-6, 2-6         | details |
| 3.               | 2010-08-01 | WTA Istanbul | hardcourt     | Vladimíra Uhlířová | Eléni Daniilídou Jasmin Wöhr      | 4-6, 6-1, [9-11] | details |

### Gewonnen ITF-toernooien enkelspel
| nr. | finale     | toernooi   | dotatie | tegenstandster in finale | score         |
| --- | ---------- | ---------- | ------- | ------------------------ | ------------- |
| 1.  | 2001-07-22 | Le Touquet | $10.000 | Aurore Desert            | 6-4, 7-6      |
| 2.  | 2001-11-18 | Le Havre   | $10.000 | Oksana Karyshkova        | 5-7, 7-5, 7-5 |
| 3.  | 2003-07-27 | Horb       | $10.000 | Ana Timotić              | 7-5, 6-3      |
| 4.  | 2004-09-12 | Tbilisi    | $10.000 | Margalita Tsjachnasjvili | 7-5, 6-4      |

### Gewonnen ITF-toernooien dubbelspel
| nr. | finale     | toernooi            | dotatie | partner                  | tegenstandsters in finale              | score         |
| --- | ---------- | ------------------- | ------- | ------------------------ | -------------------------------------- | ------------- |
| 1.  | 2001-08-05 | Istanbul            | $10.000 | Svetlana Mossiakova      | Maria Pavlidou Evagelia Roussi         | 6-2, 7-5      |
| 2.  | 2001-09-02 | Alphen aan den Rijn | $10.000 | Ilona Vichnevskaya       | Anouk Sterk Susanne Trik               | 3-6, 6-2, 6-1 |
| 3.  | 2001-11-18 | Le Havre            | $10.000 | Līga Dekmeijere          | Daniela Olivera Natacha Randriantefy   | 6-4 -63       |
| 4.  | 2001-11-25 | Deauville           | $10.000 | Līga Dekmeijere          | Yvonne Doyle Eva Erbová                | 6-4, 6-4      |
| 5.  | 2002-01-27 | Courmayeur          | $10.000 | Goelnara Fattachetdinova | Joelija Bejhelzymer Jolanda Mens       | 5-7, 6-3, 6-4 |
| 6.  | 2002-03-24 | Juarez              | $25.000 | Anastasia Rodionova      | Olga Blahotová Magdalena Zděnovcová    | 6-3, 6-2      |
| 7.  | 2002-07-07 | Rabat               | $10.000 | Goelnara Fattachetdinova | Debby Haak Jolanda Mens                | 6-3, 7-5      |
| 8.  | 2002-07-28 | Les Contamines      | $25.000 | Katarina Dasković        | Stéphanie Cohen-Aloro Anne-Laure Heitz | 6-1, 7-6      |
| 9.  | 2002-08-18 | Innsbruck           | $25.000 | Goelnara Fattachetdinova | Magdalena Kučerová Lydia Steinbach     | 6-4, 4-6, 6-3 |
| 10. | 2003-07-27 | Horb                | $10.000 | Shelley Stephens         | Leslie Butkiewicz Kim Kilsdonk         | 6-3, 3-6, 6-3 |
| 11. | 2005-06-12 | Grado               | $25.000 | Tatsiana Uvarova         | Daniella Dominikovic Darija Koestova   | 6-1, 3-6, 7-5 |
| 12. | 2006-04-16 | Jackson             | $25.000 | Sophie Lefèvre           | Seiko Okamoto Ayami Takase             | 6-0, 6-3      |
| 13. | 2006-08-26 | Moskou              | $25.000 | Jekaterina Makarova      | Mihaela Buzernescu Jevgenia Rodina     | 4-6, 6-4, 6-1 |
| 14. | 2007-08-25 | Moskou              | $25.000 | Vesna Manasieva          | Nina Brattsjikova Sophie Lefèvre       | 6-2, 6-1      |
| 15. | 2007-11-10 | Jounieh             | $25.000 | Olga Brózda              | Nicole Clerico Teliana Pereira         | 6-3, 6-1      |
| 16. | 2008-08-03 | Dnjepropetrovsk     | $50.000 | Vasilisa Davydova        | Ljoedmyla Kitsjenok Nadija Kitsjenok   | 6-3, 6-1      |
| 17. | 2008-08-08 | Moskou              | $75.000 | Vitalia Djatsjenko       | Veronika Kapshay Irina Kuzmina         | 6-0, 6-4      |
| 18. | 2009-05-23 | Moskou              | $25.000 | Arina Rodionova          | Joelija Kalabina Marta Sirotkina       | 7-5, 6-1      |
| 19. | 2009-06-27 | Getxo               | $25.000 | Anastasia Poltoratskaya  | Agustina Lepore Frederica Piedade      | 6-3, 6-1      |
| 20. | 2013-02-04 | Grenoble            | $25.000 | Renata Voráčová          | Nicole Clerico Letícia Costas Moreira  | 6-1, 6-4      |

## Resultaten grandslamtoernooien
| Legenda | Legenda                          |
| ------- | -------------------------------- |
| g.t.    | geen toernooi gehouden           |
| l.c.    | lagere categorie                 |
| –       | niet deelgenomen                 |
| G       | uitgeschakeld in de groepsfase   |
| 1R      | uitgeschakeld in de eerste ronde |
| 2R      | uitgeschakeld in de tweede ronde |
| 3R      | uitgeschakeld in de derde ronde  |
| 4R      | uitgeschakeld in de vierde ronde |
| KF      | uitgeschakeld in de kwartfinale  |
| HF      | uitgeschakeld in de halve finale |
| F       | de finale verloren               |
| W       | het toernooi gewonnen            |
| w-v     | winst/verlies-balans             |

### Vrouwendubbelspel
| Toernooi        | 2009 | 2010 | 2011 | 2012 | w-v |
| --------------- | ---- | ---- | ---- | ---- | --- |
| Australian Open | –    | 1R   | 2R   | 1R   | 1-3 |
| Roland Garros   | 1R   | 2R   | 1R   | –    | 1-3 |
| Wimbledon       | –    | 1R   | 1R   | –    | 0-2 |
| US Open         | –    | 1R   | 1R   | –    | 0-2 |

### Gemengd dubbelspel
| Toernooi        | 2011 | w-v |
| --------------- | ---- | --- |
| Australian Open | –    | 0-0 |
| Roland Garros   | –    | 0-0 |
| Wimbledon       | 1R   | 0-1 |
| US Open         | –    | 0-0 |